# Mittelbare Gruppe
Mittelbare Gruppe ist ein Begriff aus dem mathematischen Teilgebiet der harmonischen Analyse. Es handelt sich dabei um lokalkompakte Gruppen, auf denen eine gewisse Mittelungsfunktion, ein sogenanntes Mittel, existiert.
Der Begriff wurde 1929 durch John von Neumann eingeführt, der bemerkt hatte, dass sich das Banach-Tarski-Paradoxon aus der Unmöglichkeit eines Mittels auf nichtabelschen freien Gruppen erklären lässt. In der Folge stellte sich heraus, dass die Mittelbarkeit lokalkompakter Gruppen zu zahlreichen fundamentalen Eigenschaften aus der harmonischen Analysis äquivalent ist: dem Følner-Kriterium, der Fixpunkteigenschaft oder der Bedingung, dass die reguläre Darstellung die triviale Darstellung schwach enthält.

## Definition
Es sei {\displaystyle G} eine lokalkompakte Gruppe. Auf {\displaystyle G} gibt es bekanntlich ein Haarsches Maß {\displaystyle \mu }. Unter {\displaystyle L^{\infty }(G)} versteht man den {\displaystyle L^{\infty }}-Raum des Maßraums {\displaystyle (G,\mu )}, d. h. den Vektorraum der beschränkten messbaren Funktionen, wobei fast überall übereinstimmende Funktionen identifiziert werden.
Für eine auf {\displaystyle G} definierte Funktion {\displaystyle f:G\rightarrow X} und ein Element {\displaystyle s\in G} sei {\displaystyle f_{s}:G\rightarrow X} durch {\displaystyle f_{s}(t):=f(s^{-1}t)} definiert.
Ein stetiges lineares Funktional {\displaystyle m:L^{\infty }(G)\rightarrow \mathbb {C} } heißt ein Mittel auf {\displaystyle G}, falls gilt
- {\displaystyle m(1)=1}, wobei die 1 auf der linken Seite für die konstante Einsfunktion steht,
- {\displaystyle m(f)\geq 0} für alle {\displaystyle f\in L^{\infty }(G)} mit {\displaystyle f\geq 0} (d. h. {\displaystyle f(t)\geq 0} für alle {\displaystyle t\in G}),
- {\displaystyle m(f_{s})\,=\,m(f)} für alle {\displaystyle f\in L^{\infty }(G)} und {\displaystyle s\in G}.[1]

Die ersten beiden Eigenschaften besagen gerade, dass {\displaystyle m} ein Zustand ist. Die dritte Eigenschaft nennt man auch Linksinvarianz.
Die Gruppe {\displaystyle G} heißt mittelbar, falls es ein Mittel auf {\displaystyle G} gibt.

## Beispiele
- Kompakte Gruppen sind mittelbar, das auf 1 normierte Haarsche Maß ist ein Mittel.
- Kommutative lokalkompakte Gruppen sind mittelbar. Ein Mittel kann man im nicht-kompakten Fall nicht direkt angeben, der Beweis erfordert einen nicht-konstruktiven Fixpunktsatz.[2]
- Lokalkompakte auflösbare Gruppen sind mittelbar.
- Die von zwei Elementen frei erzeugte Gruppe {\displaystyle \mathbb {F} _{2}} ist das prototypische Beispiel einer nicht-mittelbaren Gruppe.[3]
- Eine Gruppe mit Eigenschaft T ist genau dann mittelbar, wenn sie kompakt ist.
- Eine hyperbolische Gruppe ist genau dann mittelbar, wenn sie elementar hyperbolisch, d. h. endlich oder virtuell {\displaystyle \mathbb {Z} } ist.

## Permanenzeigenschaften
- Abgeschlossene Untergruppen mittelbarer Gruppen sind wieder mittelbar.
- Ist {\displaystyle H\subset G} ein abgeschlossener Normalteiler einer mittelbaren Gruppe {\displaystyle G}, so ist auch die Faktorgruppe {\displaystyle G/H} mittelbar.
- Es sei {\displaystyle H\subset G} ein abgeschlossener Normalteiler einer lokalkompakten Gruppe {\displaystyle G} und {\displaystyle H} und {\displaystyle G/H} seien mittelbar, dann ist auch {\displaystyle G} mittelbar.

## Bedeutung
Die Darstellungstheorie lokalkompakter Gruppen mittels C*-Algebren ist für mittelbare Gruppen zugänglicher. Bezeichnet {\displaystyle C^{*}(G)} die Gruppen-C*-Algebra, {\displaystyle C_{r}^{*}(G)} die reduzierte Gruppen-C*-Algebra und {\displaystyle \lambda :C^{*}(G)\rightarrow C_{r}^{*}(G)} die linksreguläre Darstellung, so sind nach einem Satz von Andrzej Hulanicki
folgende Aussagen über eine lokalkompakte Gruppe {\displaystyle G} äquivalent:
- {\displaystyle G} ist mittelbar.
- Die linksreguläre Darstellung {\displaystyle \lambda :C^{*}(G)\rightarrow C_{r}^{*}(G)} ist ein Isomorphismus.

Eine Verallgemeinerung dieses Satzes besagt, dass das verschränkte Produkt einer C*-Algebra und einer lokalkompakten Gruppe mit der reduzierten Version des verschränkten Produktes zusammenfällt.
Gruppen-C*-Algebren mittelbarer Gruppen sind nuklear, für diskrete Gruppen gilt die Umkehrung.

## Bemerkungen
Invariante Maße sind durch John von Neumann eingeführt worden.
Eine leicht zugängliche Einführung in die Theorie der mittelbaren Gruppen ist das Buch von Fredrick Greenleaf, dort finden sich auch vollständige Beweise obiger Permanenzeigenschaften. Die sogenannte Von-Neumann-Vermutung, nach der jede nicht-mittelbare Gruppe eine zu {\displaystyle \mathbb {F} _{2}} isomorphe Untergruppe enthält, ist 1980 von Alexander Olschanski widerlegt worden.